# 富田稔
富田 稔（とみた みのる、1981年6月16日 - ）は、日本のスタントマン。アクション監督。大阪府出身。株式会社MOAI&Co.代表取締役。
身長171cm、体重65kg、血液型はB型。本名同じ。愛称はトミー。以前はAAC STUNTSに所属していた。大阪市立梅南中学校卒業。

## 略歴
高校時代から器械体操を始め、床運動の選手として活躍。また、同じころからウルトラマンなどのキャラクターショーに出演し、高校卒業後、プロのスタントマンを志して上京。
床運動をベースとした回転技を得意とし、さまざまな作品でスタントマン、スーツアクターとして活躍する一方、いくつかの作品でアクション監督・コーディネイターも務めた。

## 受賞
- 2013年 - ジャパンアクションアワード2013ベストスタントマン賞最優秀賞[3]
- 2015年 - ジャパンアクションアワード2015ベストスタントマン賞[6]

## 主な関連作品

### アクション監督
- 宿命のサバト 円舞曲～ワルツ～（2007年、ZENピクチャーズ）
- 電脳特捜隊 ウィンミラージュ2 ～赤い怒り～（2007年、ZENピクチャーズ）
- 女戦闘員物語 PartIII DEJAVU（2007年、ZENピクチャーズ）
- 女戦闘員物語 PartIII Advance（2007年、ZENピクチャーズ）
- 未来女忍者ライアン（2005年、ZENピクチャーズ）
- 牙狼〈GARO〉〜闇を照らす者〜（2013年）
- 衝撃ゴウライガン!!（2013年）
- 牙狼〈GARO〉-魔戒ノ花-（2014年）
- 牙狼〈GARO〉-GOLDSTORM- 翔（2015年、TVシリーズ）
- HiGH&LOW〜THE STORY OF S.W.O.R.D.〜（2016年、第2シーズン）
- ミスミソウ（2018年）
- クソ野郎と美しき世界（2018年）
- 来る（2018年）
- チワワちゃん（2019年）
- ザ・ファブル（2019年）
- 俺のスカート、どこ行った？（2019年）
- 名もなき復讐者ZEGEN（2019年）
- 探偵が早すぎるスペシャル（2019年）
- 探偵が早すぎるスペシャル 全4話（2019年、Hulu）
- 劇場版おっさんずラブ〜LOVEorDEAD（2019年）
- 犬鳴村（2020年）
- 浦安鉄筋家族（2020年）
- 地獄の花園（2021年） - スタントコーディネーター
- 華衛士F8ABA6ジサリス（2023年）
- 今日からヒットマン（2023年）
- 赤羽骨子のボディガード（2024年）

### 出演

#### テレビ
- Sh15uya（2004年1月 - 3月、テレビ朝日） - スタント
- 超星艦隊セイザーX（2005年10月 - 2006年6月、テレビ東京） - 風将軍サイグリード（スーツアクター） 役
- 牙狼-GARO-（2005年10月 - 2006年3月、テレビ東京） - スタント
- 牙狼-GARO-スペシャル 白夜の魔獣（2006年12月、CSファミリー劇場） - 日向 役
- キューティーハニー THE LIVE（2007年10月 - 、テレビ東京） - スタント
- MAGISTER NEGI MAGI 魔法先生ネギま!（2007年10月 - 、テレビ東京） - スタント
- 満福少女ドラゴネット（2010年） - スタント
- 牙狼＜GARO＞〜MAKAISENKI〜 第14話（2012年1月、テレビ東京） - 日向 役
- 特捜最前線×プレイガール2012（2012年） - スタント
- 猿飛三世（2012年） - スタント

#### 映画
- 仮面ライダーTHE FIRST（2005年） - スタント
- スケバン刑事 コードネーム=麻宮サキ（2006年） - スタント
- 笑う大天使（2006年） - スタント
- XX（エクスクロス） 魔境伝説（2007年） - スタント
- 劇場版 仮面ライダーディケイド オールライダー対大ショッカー（2009年）
- K-20 怪人二十面相・伝（2008年） - スタント
- レジェンド・オブ・フィスト 怒りの鉄拳（2010年、香港映画） - スタント
- 琉神マブヤーTHE MOVIE 七つのマブイ（2011年） - スーツアクター、スタント
- 寄性獣医・鈴音 GENESIS（2011年） - スタント
- るろうに剣心（2012年） - スタント
- 009ノ1 THE END OF THE BEGINNING（2013年） - スタント
- スペシャルID 特殊身分（2013年、香港映画） - スタント
- 黒執事（2014年） - スタント
- アイスマン（2014年、香港映画） - スタント
- 破裏拳ポリマー（2017年） - スタント
- Fukushima 50（2020年） - スタント

#### オリジナルビデオ
- 呀〈KIBA〉〜暗黒騎士鎧伝〜（2011年） - スタント

#### CM
- 鬼武者3（2004年）
- SUBARU・軽 STELLA（2008年） - スタント

#### ショートフィルム
- 不思議の国の有栖川ナミ（2004年） - スタント

#### ゲーム
- ロストオデッセイ（2007年） - モーションアクター、スタント